# Petyr Baelish
Petyr Baelish, dit « Littlefinger » (litt. « petit doigt »), est un personnage de fiction de la série de romans Le Trône de fer de George R. R. Martin, adaptée pour la télévision sous le titre Game of Thrones, dans laquelle le personnage est interprété par Aidan Gillen.

## Histoire

### Histoire commune
Petyr Baelish est issu d'un minuscule fief dans le plus petit des caps de la portion de côte surnommée « les Doigts » (d'où son surnom de Littlefinger).
Pupille de la maison Tully dans le Conflans durant son adolescence, il tombe amoureux de Catelyn Tully. Il est prévu qu'elle épouse Brandon Stark. Petyr va jusqu'à se battre en duel avec Brandon Stark; ce dernier le blesse facilement, et Catelyn demande à Brandon de l'épargner. Petyr en gardera une cicatrice. De plus comme son fief est minuscule, alors que Brandon est le fils aîné du gouverneur du Nord, il n'aurait probablement pas pu épouser Catelyn, dont le père a un des fiefs les plus importants de Westeros. (Brandon a été ensuite tué sur ordre du roi fou Aerys II Targaryen, ce qui fait que Catelyn épouse Eddard Stark, frère cadet de Brandon). 
Très intelligent, il commence ensuite une fulgurante ascension qui le conduit au poste de Grand Argentier du royaume des Sept Couronnes (ministre des Finances) au début de la saga, et membre du Conseil restreint du Roi.
Il est propriétaire d'une maison de passe à Port-Réal.
Manipulateur hors pair, opposé à Lord Varys[précision nécessaire], il fait croire à Eddard Stark qu'il le soutient mais le trahit au moment de sa confrontation avec Cersei Lannister, trahison qui conduit à l'arrestation et, plus tard, à la décapitation d'Eddard. 
Tyrion Lannister l'envoie négocier le mariage de Joffrey Baratheon et de Margaery Tyrell, tâche dont il s'acquitte et pour laquelle il reçoit en récompense la forteresse Harrenhal. Il quitte Port-Réal peu avant le mariage de Joffrey et Margaery et fait évader Sansa Stark la nuit même de ce mariage. Il gagne ensuite le Val d'Arryn et se marie avec Lysa Arryn, qui est amoureuse de lui depuis des années. Mais il assassine son épouse quelques jours après leur mariage en la précipitant dans le vide. Il réussit à obtenir la régence du Val d'Arryn en manipulant les grands seigneurs de cette région et entreprend l'éducation politique de Sansa, avec qui il entretient des relations ambigües, agissant envers elle parfois comme un père et parfois comme un soupirant.

### Dans la série télévisée
Au fil de la saga, on apprend que Littlefinger est en grande partie responsable de la situation chaotique des Sept Couronnes. Il a été l'instigateur du meurtre de Jon Arryn (qu'il a fait empoisonner par sa femme Lysa). Il a aussi demandé à Lysa d'envoyer un message à Catelyn disant que les Lannister avaient assassiné Jon Arryn. 
Selon lui la dague de l'homme qui a tenté de tuer Bran Stark (second épisode de la saison 1 de Game of Thrones) lui appartenait. C'est ce qu'il explique dans l'épisode 3 de la saison 1 à Catelyn, Ned et Varys. Cette dague est en acier valyrien, avec de la corne de dragon, elle ne peut pas être confondue avec une autre et vaut cher. Lors d'un tournoi récent, il aurait parié avec Tyrion que Jaime gagnerait, avec comme mise cette dague. Jaime aurait perdu et donc Tyrion serait devenu le nouveau propriétaire de la dague. Et donc ce serait Tyrion qui souhaitait assassiner Bran. Tyrion dira plus tard que personne ne peut être assez stupide pour faire cela (épisode 5 de la saison 1, quand Catelyn le fait prisonnier). Et qu'il ne parie jamais contre un membre de sa famille. Dans la série, aucun élément ne permet de savoir qui a mandaté l'assassin. 
Il a surtout dressé les Stark et les Lannister les uns contre les autres par ses manigances, et est également le coresponsable avec Olena Tyrell de l'empoisonnement de Joffrey Baratheon. Après sa mort Sansa Stark et Tyrion Lannister récemment mariés et accusés du crime retrouvent Petyr Baelish sur un bateau ancré au large prêt à appareiller (épisode 3 de la saison 4 de Game of Thrones). 
Selon lui, le chaos engendré par la guerre à la suite des morts de Jon Arryn et d'Eddard Stark est une « échelle » permettant aux gens exceptionnels de s'élever dans la société. Petyr souhaite accéder au Trône de fer afin de punir tous les nobles qui l'ont toujours regardé de haut. 
Quand Petyr Baelish et Sansa Stark arrivent aux Eyrié et il se marie avec Lysa. Il est révélé que le couple est responsable de l'empoisonnement de son mari Jon Arryn afin de faire porter le chapeau aux Lannister. Sansa a une altercation avec l'immature Robin. Petyr voit en Sansa sa mère Catelyn qu'il a aimée plus que tout et finit par embrasser la jeune femme. Lysa, qui a assisté à la scène, menace alors sa nièce de la jeter par la porte de la Lune, mais Petyr intervient pour la calmer. Il avoue alors à sa femme que Catelyn était son seul et unique amour avant de la pousser dans le vide. À la surprise de Littlefinger, interrogée par les notables Sansa avoue son identité mais leur ment en disant que Lysa s'est suicidée, folle de jalousie.
Rappelé par Cersei, Baelish doit partir pour Port-Réal et laisse Sansa à Winterfell, il fait en sorte que Sansa soit marié à Ramsay Bolton, alors qu'il sait parfaitement que c'est un sadique. 
De retour aux Eyrié, Petyr Baelish est confronté à Yohn Royce qui l'accuse d'avoir abandonné Sansa aux Bolton. Baelish s'en remet à Robin Arryn qui prend son parti, mais Littlefinger convainc finalement son neveu d'épargner Lord Royce, qu'il charge également d'apprêter les chevaliers du Val pour venir en aide à Sansa. 
Lors de la « Bataille des Bâtards », Petyr Baelish arrivera en renfort avec l'armée du val d'Arryn, permettant à Jon Snow de vaincre l'armée de Ramsay Bolton. Il avouera plus tard à Sansa que son objectif est d'avoir le Trône de fer, avec elle à ses côtés, mais la jeune femme décline.
Lors d'une réunion houleuse des grands seigneurs, Jon, stupéfait, obtient finalement l'approbation de tous (sauf Baelish) et est proclamé Roi du Nord, le « loup blanc » destiné à défendre le Nord de l'invasion prochaine des Marcheurs blancs. 
Quand Jon décide de rejoindre Daenerys, il laisse Winterfell et le Nord entre les mains de Sansa. Avant de partir, Littlefinger fait irruption pour aborder ses sentiments pour sa demi-sœur, mais Jon le menace de sévères représailles si jamais il essayait de la toucher. 
Littlefinger fait cadeau à Bran Stark - désormais en fauteuil roulant - du poignard en acier valyrien avec lequel un mercenaire avait tenté de le tuer. Baelish fait part au jeune infirme de son désir de protéger les enfants de Catelyn Stark et du chaos qu'il a dû subir, mais Bran le coupe en rétorquant que « le chaos est une échelle », répétant mot pour mot les propos de Baelish à Varys.
Désormais installé à Winterfell, à la fin de la saison 7 de Game of Thrones, il complote pour monter les sœurs Stark réunies l'une contre l'autre. Informée des actions de Baelish par les visions du passé de Bran, Sansa organise un procès surprise à son égard et le confond devant les seigneurs du Nord et les soldats du Val, dans le 7ème et dernier épisode de la saison 7. Elle liste la plupart des trahisons et fourberies de Petyr; Bran et Arya donnent quelques éléments supplémentaires. Il supplie Sansa, demande aux chevaliers du Val (qui lui doivent obéissance) de le ramener au Val; le chef des chevaliers refuse. Sansa laisse aussitôt Arya lui trancher alors la gorge en public avec le poignard en acier valyrien.